# M6
M6 (franceză: [ɛm sis]), cunoscut de asemenea ca Métropole Television, este un canal de televiziune francez. Este cel mai mare canal de televiziune privat din Franța și al treilea cel mai urmărit canal de televiziune în lumea francofonă. M6 este canalul principal al M6 Group, care deține o mulțime de canale TV, reviste, edituri, companii de producție de film și firme legate de media. Este deținut de RTL Group.